# Круторовка
Круторовка — деревня в Шумячском районе Смоленской области России. Входит в состав Студенецкого сельского поселения. Население — 33 жителя (2007 год). 
Расположена в юго-западной части области в 24 км к северо-западу от Шумячей, в 19 км севернее автодороги А101 Москва — Варшава («Старая Польская» или «Варшавка»). В 23 км юго-восточнее деревни расположена железнодорожная станция Осва на линии Рославль — Кричев. 

## История
В годы Великой Отечественной войны деревня была оккупирована гитлеровскими войсками в августе 1941 года, освобождена в сентябре 1943 года.